# Rudolf Schuller
Rudolf Schuller (* 2. Juni 1916 in Erdőszentgyörgy (Österreich-Ungarn); † 30. Januar 1995 in Klausenburg) war ein ungarischer Schriftsteller und Übersetzer.

## Leben und Werk
Rudolf Schuller studierte französische Literatur, vergleichende Literaturwissenschaften und Psychologie an der Universität Klausenburg und war dort bis 1949 Dozent für französische Literatur. Nach der Entlassung wegen bürgerlicher Herkunft lebte er bis zu seinem Tod als Schriftsteller, Übersetzer und Privatlehrer in Klausenburg.  
Schuller schrieb Prosa und übersetzte aus dem Rumänischen, Deutschen, Italienischen und Französischen ins Ungarische. Sein Pseudonym war Pávai Mihály. Der Roman Narcisszusz erschien 1943.